# Quadro de medalhas de atletismo na Universíada de Verão de 1965

## Quadro de medalhas
| Ordem | País                   | Medalha de ouro | Medalha de prata | Medalha de bronze |    |
| ----- | ---------------------- | --------------- | ---------------- | ----------------- | -- |
| 1     | URS União Soviética    | 8               | 6                | 8                 | 22 |
| 2     | ITA Itália             | 4               | 2                |                   | 6  |
| 3     | HUN Hungria            | 3               | 5                | 3                 | 11 |
| 4     | USA Estados Unidos     | 3               | 3                | 3                 | 9  |
| 5     | FRG Alemanha Ocidental | 3               | 2                | 4                 | 9  |
| 6     | POL Polônia            | 3               | 2                | 1                 | 6  |
| 7     | JPN Japão              | 2               |                  | 1                 | 3  |
| 8     | BUL Bulgária           | 1               | 1                |                   | 2  |
| 8     | ROM Romênia            | 1               | 1                |                   | 2  |
| 10    | CAN Canadá             | 1               |                  | 3                 | 4  |
| 11    | SWE Suécia             | 1               |                  | 1                 | 2  |
| 12    | GBR Grã-Bretanha       |                 | 2                | 4                 | 6  |
| 13    | FRA França             |                 | 2                | 1                 | 3  |
| 14    | CUB Cuba               |                 | 2                |                   | 2  |
| 15    | TCH Checoslováquia     |                 | 1                |                   | 1  |
| 15    | NED Países Baixos      |                 | 1                |                   | 1  |
| 16    | YUG Iugoslávia         |                 |                  | 1                 | 1  |
|       | Total                  | 30              | 30               | 31                | 91 |